# Defensa antimíssil

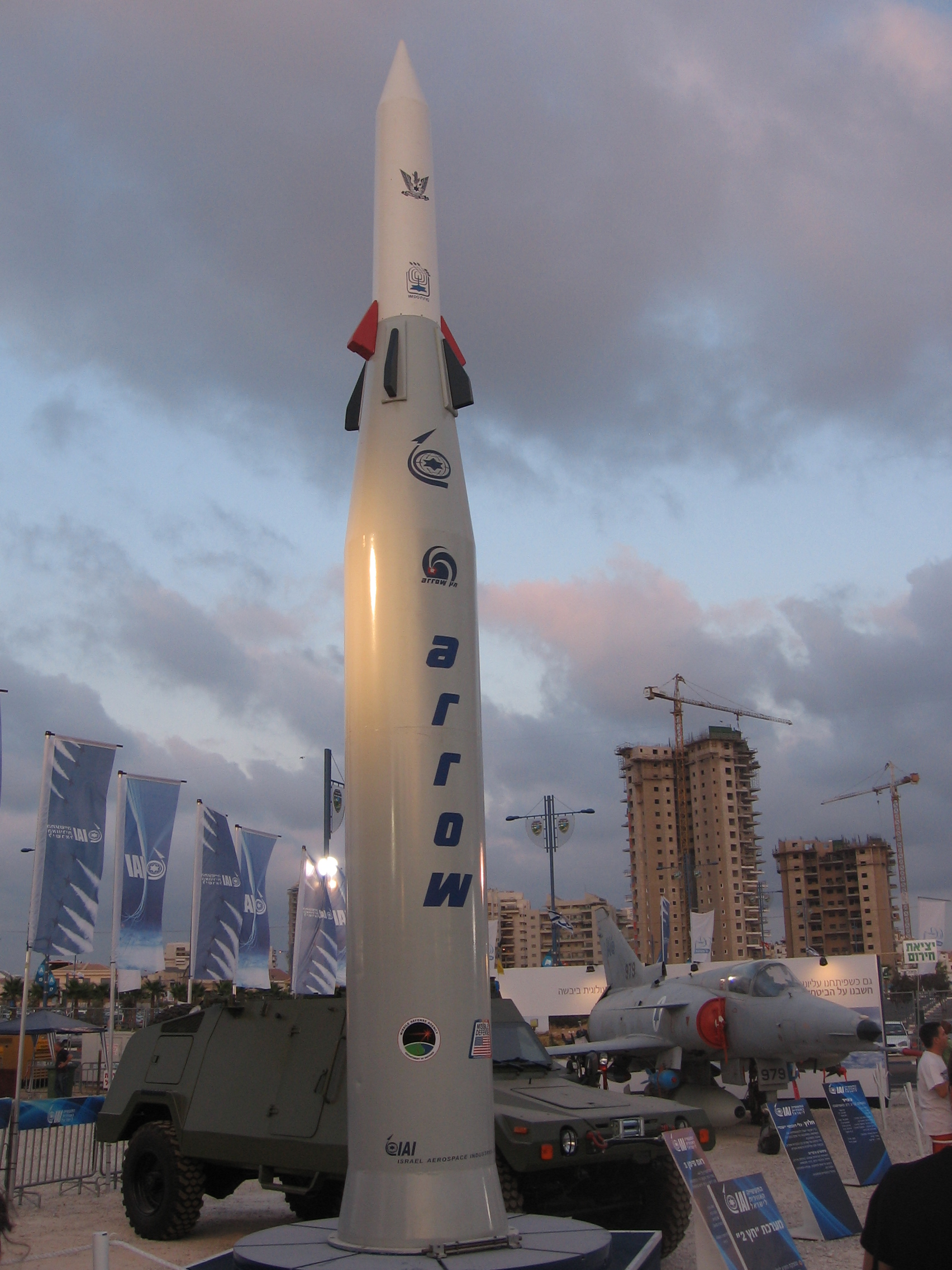
Míssil antibalístic Arrow 2

La defensa antimíssil o defensa contramíssils és un sistema armamentístic destinat a interceptar míssils enemics mentre es troben en vol, abans que assoleixin el seu objectiu, ja siguin tropes, unitats de combat o territori sobirà. Està compost per un conjunt de sistemes que impliquen el llançament i control del míssil interceptador, així com el programa de posada en marxa, se l'anomena escut antimíssils .

## Sistemes de defensa de punt
Els sistemes antimíssils de defensa de punt tenen com a objectiu protegir una unitat determinada contra els míssils enemics. Per això utilitzen sistemes metralladors d'alta cadència de foc i punteria automàtica o míssils antiaeris lleugers d'alta acceleració i precisió.

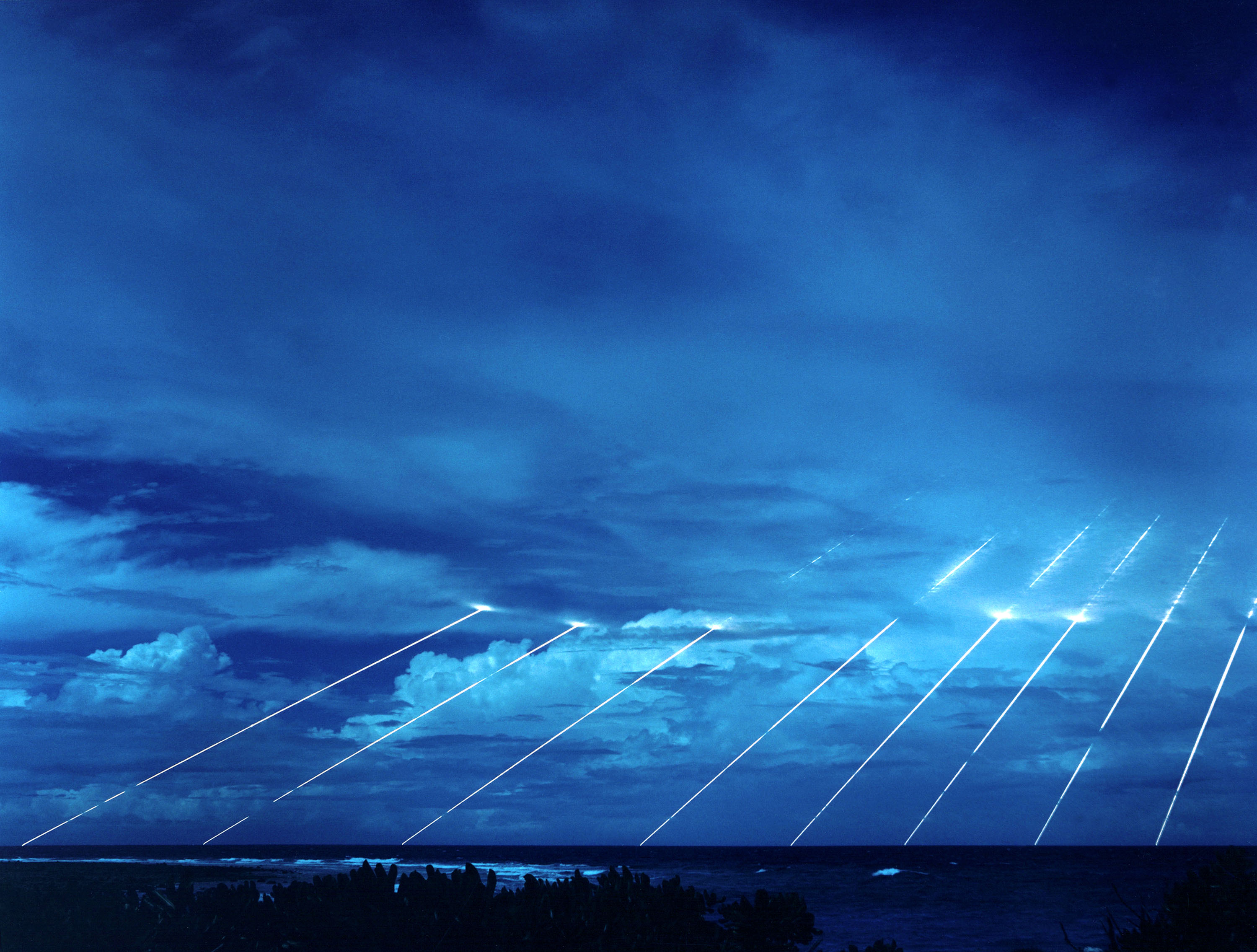
Reentrada de caps múltiples guiats per làser provinents d'un míssil Peacekeeper dels Estats Units, comparable als míssils de Rússia.

## Sistemes de defensa de zona
Los sistemas antimisil de defensa de zona tienen como objetivo proteger un espacio geográfico determinado contra los misiles enemigos. Para ello utilizan a su vez misiles antiaéreos pesados de alta aceleración y precisión.
Un tipus particular dels sistemes antimíssil de defensa de zona són els sistemes antimíssils balístics, que pretenen aturar les armes enemigues en el context d'una guerra nuclear.

## Fiabilitat
Abans de l'atac d'Iran a Israel de 2024, on un Arrow 3 va abatre un míssil balístic abans del seu apogeu, hi havia dubtes sobre la possibilitat de crear un escut antimíssils eficaç, atès que mai un sistema antimíssil havia aconseguit derribar un míssil balístic durant una batalla real, en tractar-se d'una maniobra tecnològicament molt crítica i amb poc temps de preavís, les possibilitats verificables del qual només es poden conèixer el dia de l'atac real, de naturalesa inherentment impredictible.
Abans d'aquest fet la fiabilitat dels sistemes antimíssil havia estat menystinguda, ja que només es feien probes contra míssils obsolets i danyats. Són comptats els casos en què un sistema antimíssil havia aconseguit aturar efectivament un míssil en una situació de conflicte real. Per aquest motiu, alguns especialistes consideraven que els sistemes antimíssils balístics proposats resultarien inútils en un conflicte nuclear. De fet, resulta senzill modificar les armes atacants i les seves tàctiques per dificultar-ne la intercepció, a un cost molt inferior al cost del sistema antimíssil, això és especialment cert per als míssils més sofisticats, amb tècniques especials entre les que es poden enumerar:
- Impulsió accelerada, que allunya ràpidament el míssil del sòl i de possibles interceptors a la fase de llançament (els «guanya» durant l'ascens). Addicionalment, això redueix el temps de vol intercontinental (Rússia-Estats Units) de 23 minuts a menys de 20, cosa que a més a més constreny el temps de prealerta.
- rotació incrementada ; fent rotar el míssil, es redueix l'eficàcia de les armes làser i de feixos de partícules en augmentar la dispersió al punt d'impacte (el feix enfoca un punt determinat del míssil durant menys temps) durant la fase de llançament i primer tram de vol espacial.
- Ús de caps MIRV múltiples, que multiplica el nombre de caps a interceptar per un factor entre tres i deu.
- Prompta lliurança dels caps, perquè aquesta multiplicació es produeixi com més aviat millor, lluny de l'abast dels interceptors en la fase terminal, i abans que qualsevol hipotètic sistema de defensa espacial tingui temps de reaccionar.
- Caps MIRV maniobrables, que compliquen enormement les solucions d'intercepció a l'espai exterior, durant la reentrada i en la fase terminal per no tenir una trajectòria predictible.
- Ús de blindatges de baix pes contra làser, feixos de partícules, pols electromagnètic i diverses formes de metralla.
- Inclusió d'esquers i altres ajuts a la penetració ( pertorbadors, expansors, chaff, etc).
- Atac d'impuls electromagnètic inicial, per dislocar l'objectiu atacat i degradar els seus sistemes defensius de fase terminal.
- Atac d' enfosquiment a l'inici de les reentrades, per encegar els sistemes de teledetecció i comunicacions radioelèctriques del defensor a la fase terminal.

L'acció combinada de totes aquestes tècniques i altres de més esotèriques resulta en problemes insuperables per als sistemes antimíssil del nostre temps i del futur proper. Generalment, es considera que els sistemes antimíssil del present i del futur proper només serien capaços d'enderrocar les armes d'atacants poc sofisticats.

## Sistema de defensa d'Israel
Té l'estructura següent:
- Arrow 3
- David Sling
- Avions de caça
- Cúpula de ferro

## Sistemes navals
Al final de la Guerra Freda, s'estava construint una nova generació de vaixells de combat, coneguts com a fragates armades amb míssils, amb capacitat per transportar míssils "superfície-superfície" i atacar altres vaixells enemics, i míssils "superfície-aire", per defensar l'escaire naval d'atacs aeris amb avions enemics i des de l'inici del disseny van ser equipats amb nous sistemes de llançament de míssils en forma vertical.
Aquests moderns vaixells de combat grans i pesats amb més de 4.000 tones de desplaçament, pertanyen a una nova generació de naus de guerra que superen àmpliament els vaixells anteriors, que combaten amb canons i adaptacions especials incorporades amb el pas dels anys, per llançar míssils de curt abast contra altres vaixells de guerra i per a la defensa contra avions bombarders d'atac naval, que podrien llançar míssils Aire-superfície contra l'escaire naval.
Els nous vaixells de combat tenen capacitat de transportar diversos tipus de míssils, ocults sota la coberta de la nau en sistemes de llançament automàtic, en unes sitges verticals i controlades per una estació de batalla, equipada amb moderns sistemes de control i pantalles especials sota el pont de comandament, també poden interceptar l'atac de míssils navals enemics llançats des d'altres vaixells de guerra, des de la costa i des d'avions bombarders d'atac naval; recentment, s'estan provant nous sistemes de míssils de defensa, per poder interceptar míssils ICBM de medi abast, llançats per països enemics en el moment de l'entrada atmosfèrica, des del mar a aigües internacionals, illes, països aliats i poder interceptar satèl·lits enemics, en els vaixells de guerra pesats Classe Arleigh Burke, Classe Ticonderoga, Classe Álvaro de Bazán, Classe Fridtjof Nansen, Classe Kírov (1980) .